# Friedrich Wilhelm Hemprich
Friedrich Wilhelm Hemprich (ur. 24 czerwca 1796 w Kłodzku, zm. 30 czerwca 1825 w Massawie) – niemiecki zoolog, lekarz, odkrywca, badacz Erytrei.

## Życiorys
Urodził się w 1796 roku w Kłodzku, gdzie spędził swoje dzieciństwo i wczesną młodość. Studiował medycynę we Wrocławiu i Berlinie. W tym ostatnim mieście zaprzyjaźnił się z Christianem Gottfriedem Ehrenbergiem, a łączyła ich wspólna pasja do historii naturalnej. Po ukończeniu studiów pozostał na Uniwersytecie Humboldtów, gdzie wykładał fizjologię porównawczą oraz napisał w 1820 roku Grundriss der Naturgeschichte („Kompendium Historii Naturalnej”). W wolnym czasie zajmował się badaniem gadów i płazów przy pomocy Martina Lichtensteina.
W 1820 roku Hemprich i Ehrenberg zostali zaproszeni do udziału w wyprawie archeologicznej do Egiptu, na czele której stał pruski generał Heinrich Menu von Minutoli, a sponsorowana ona była przez Akademię Berlińską. W 1821 roku podróżnicy podążając wzdłuż Nilu dotarli do Nubii, gdzie spędzili w jej stolicy Dongoli dwa lata, studiując historię naturalną tej części Egiptu.
W 1823 roku Hemprich i Ehrenberg przepłynęli przez Zatokę Sueską do El Tur, na południowo-zachodnim wybrzeżu Półwyspu Synaj, pozostając tam przez dziewięć miesięcy. W tym czasie odwiedzili Górę Synaj, a Ehrenberg stał się jednym z pierwszych przyrodników badających życie stworzeń żyjących w Morzu Czerwonym. W 1824 roku udali się w dalszą podróż do Libanu, gdzie z Bejrutu zwiedzili góry Liban i założyli obóz w Bcharre. W sierpniu ekspedycja wróciła ponownie do Egiptu.
W listopadzie ekspedycja wyruszyła ponownie wzdłuż wybrzeża Morza Czerwonego, zawijając do różnych portów, w tym Dżuddy. W końcu przybyła do Massawy, portu w Erytrei, z zamiarem zbadania gór położonych w Abisynii. Niestety w jej trakcie Hemprich zmarł tam na febrę i pochowano go na wyspie Toalul, a Ehrenberg powrócił do Europy. W 1828 roku opublikował on owoce wspólnych badań w północno-wschodniej Afryce, a wszystkie zebrane próbki z wypraw zostały zdeponowane w Muzeum Historii Naturalnej w Berlinie. Obejmowały one 46 000 botanicznych okazów, w tym 3000 gatunków zwierząt i 34 000 okazów dotyczących około 4000 gatunków. Wśród nich znajdowało się wiele dotychczas nieznanych gatunków.
Nazwiskiem Hempricha nazwano m.in. dzioborożce (Lophoceros hemprichii) i mewy (Larus hemprichii).

## Prace
- Symbolæ physicæ. Mittler, Berlin 1828–33, współautor: Christian Gottfried Ehrenberg.
- Reisen in Aegypten, Libyen, Nubien und Dongola, Berlin 1828.
- Grundriß der Naturgeschichte für höhere Lehranstalten, Berlin 1820–29.